# В поисках сокровищ нибелунгов
«В поисках сокровищ нибелунгов» (нем. Die Jagd nach dem Schatz der Nibelungen) — немецкий приключенческий фильм 2008 года, снятый режиссёром Ральфом Хюттнером. Премьера фильма состоялась 31 августа 2008 года на RTL.

## Сюжет
Король Карл Великий находит сокровища нибелунгов. Находка посеяла раздор среди народа и подданных короля. Перед смертью Карл собирает своих преданных людей и приказывает им спрятать сокровища, оставив завещание потомкам. Так рождается легенда о сокровищах нибелунгов. В наши дни археолог Эйн Майерс ведёт поиски сокровищ нибелунгов на острове Рюген, во время которых погибает его жена и друг. Спустя восемь лет археолог Эйн Майерс, собрав новую экспедицию, снова отправляется на поиски сокровищ нибелунгов…

## В ролях
- Беньямин Задлер — Эйк Майерс
- Беттина Циммерман — Катарина Бертхольд
- Лив Лиза Фрис — Кримхильда (Крими) Майерс
- Фабиан Буш — Юстус
- Харк Бом — Генрих Бреннер, профессор
- Штефан Кампвирт — Андре Бергер
- Детлеф Боте — Рихтер
- Милена Драйссиг — Мария Майерс
- Михаэль Абендрот — профессор Бахманн
- Фолькер Хаймсат — Эцард
- Томас Дархингер — Ларс
- Майя Бекманн — Андреа
- Таня Шляйфф — фрау Швальм

## Съёмочная группа
- Режиссёр: Ральф Хюттнер
- Продюсеры: Штефан Райзер, Феликс Цакор
- Сценарист: Дерек Майстер
- Оператор: Ханнес Хубах
- Композиторы: Клаус Бадельт, Йэн Ханимен[англ.]

## Дополнительно
Съёмки фильма проходили в таких достопримечательных местах Германии, как Кёльнский и Ахенский соборы, Эксерские камни и замок Нойшванштайн, а также в самом Кёльне и Виле.

## Номинации
- Deutscher Fernsehpreis — номинации (2008)[1]